# Carlos Tondique
Carlos Tondique (18 de julio de 1987) es un deportista cubano que compite en judo. Ganó una medalla de bronce en los Juegos Panamericanos de 2015, y una medalla de bronce en el Campeonato Panamericano de Judo de 2015.

## Palmarés internacional
| Juegos Panamericanos    | Juegos Panamericanos | Juegos Panamericanos | Juegos Panamericanos |
| Año                     | Lugar                | Medalla              | Categoría            |
| ----------------------- | -------------------- | -------------------- | -------------------- |
| 2015                    | Toronto (Canadá)     | Medalla de bronce    | –66 kg               |
| Campeonato Panamericano |                      |                      |                      |
| Año                     | Lugar                | Medalla              | Categoría            |
| 2015                    | Edmonton (Canadá)    | Medalla de bronce    | –66 kg               |